# Provincie Cušima

Mapa japonských provincií se zvýrazněnou provincií Cušima

Provincie Cušima (japonsky: 対馬国; Cušima no kuni) byla stará japonská provincie ležící na ostrově Cušima na půli cesty mezi Kjúšú a Korejským poloostrovem. Byla známá i pod označením Taišú (対州). Její území je dnes součástí prefektury Nagasaki.
Provincie Cušima vždy hrála důležitou roli ve vztazích Japonska s Koreou a Čínou. V letech 1274 a 1281 byla Cušima dvakrát zdevastována při mongolských pokusech o invazi do Japonska. V následujících staletích se stala základnou aktivit japonských pirátů wakó v oblasti.
Po zrušení systému lén (han) v roce 1871 se provincie Cušima stala prefekturou Izuhara, ale ještě v témže roce byla včleněna do prefektury Imari. Ta byla v roce 1872 přejmenována na prefekturu Saga, avšak ještě v témže roce byla Cušima převedena do prefektury Nagasaki.
V Cušimském průlivu se roku 1905 odehrála bitva u Cušimy, která skončila zdrcující porážkou ruského expedičního loďstva a kapitulací ve válce s Japonskem.